# 이바나 네소비치
이바나 네소비치(세르비아어: Ивана Нешовић, Ivana Nešović, 1988년 3월 10일 ~ )는 세르비아의 배구 선수이다. 세르비아 여자 배구 국가대표팀과 김천 한국도로공사 하이패스 등에서 선수 활동을 하였다.

## 소속팀
- OK 츠르베나 즈베즈다 (2003-2010)
- 아시스텔 노바라 (2010-2011)
- 발리 소베라토 (2011-2012)
- 성남 한국도로공사 하이패스 제니스 (2012)
- 덴소 에어비스 (2012-2013)
- 올림피아코스 (2015)
- 김천 한국도로공사 하이패스 (2017-2018)

## 수상

### 개인
- 2017년 KOVO컵 여자부 MIP
- V-리그 2017-18 정규리그 MVP
- V-리그 2017-18 베스트7 - 라이트